# 콜리마 화산

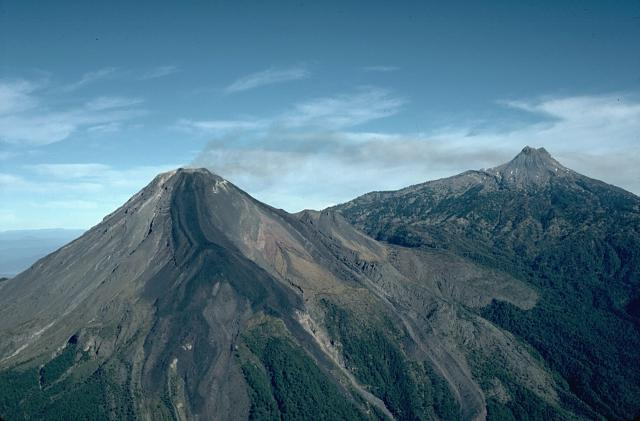
콜리마 화산. 왼쪽에 있는 것이 기생 화산이고 오른쪽에 있는 곳이 주봉이다.

콜리마 화산(영어: Colima)은 멕시코의 콜리마에 있는 해발 4,270m의 활화산이다. 이 화산은 트자포테페틀 산으로 잘 알려져 있다.
이 산은 무려 40차례 이상 분화한 화산인데, 단순한 모양의 성층 화산이었다가 1869년의 대폭발로 산 중턱에 측화산을
생성시켰다. 이 화산이 두고 있는 측화산도 완벽한 성층 화산으로, 지금은 대부분 이 측화산에서 분화를 한다.
이 화산은 폭발할 때 화산분출물이 폭발적으로 솟구쳐 나온다. 어떤 때는 용암이 흘러나오기도 한다.
지금은 경치가 좋아 국립공원으로 지정되어 있다. 주로 분화하는 곳에서는 용암 돔이 있다. 푸에고 산으로도 알려져 있다.